# Мойзес, Тиагу
Тиагу Мойзес (порт. Thiago Moisé; род. 23 марта 1995) — бразильский боец смешанных единоборств. Он является профессиональным бойцом ММА с 2012 года. В настоящее время выступает под эгидой UFC; ранее выступал в RFA, LFA, MFA, MAF. Бывший чемпион RFA в лёгком весе.

## Карьера в смешанных единоборствах

### RFA и LFA
Начал карьеру в MMA, одержав 5 побед и потерпев одно поражение, затем перешёл в RFA. Дебютировал в RFA28 7 августа 2015 года, одержав победу над Джавоном Райтом во втором раунде.
19 февраля 2016 года выиграл титул чемпиона RFA в лёгком весе, победив Давида Кастильо. Затем он два раза подряд защитил титул, победив Джамала Эммерса и Зака Фримана.
Затем выступал под эгидой LFA, проведя два боя, один из которых выиграл 1 июня 2018 года, победив удущающим приёмом Джеффа Петерсона.

### Dana White’s Contender Series
Мойзес дебютировал на Dana White’s Contender Series Brazil 3 11 августа 2018 года против Глейдсона Мораеса. Он победил нокаутом и получил контракт с UFC.

### UFC
Дебютировал в UFC 10 ноября 2018 года на турнире UFC Fight Night 139, уступив решением судей Бенеилу Дариюшу. Следующий бой у него состоялся 11 мая 2019 года, в котором он на турнире UFC 237 решением судей победил Курта Холобо.
31 августа 2019 года на турнире UFC Fight Night 157 проиграл единогласным решением россиянину Дамиру Исмагулову.. Затем он выдал серию из трёх побед подряд, победив таких бойцов, как Майкл Джонсон, Бобби Грин и Александр Эрнандес. Его серия прервалась в поединке с россиянином Исламом Махачевым, который победил его удушающим приёмом в четвёртом раунде.
25 июня 2022 года на турнире UFC on ESPN 38 победил удушающим приёмом Христоса Гиагоса, получив за эту победу премию «Выступление вечера».
Мойсес должен был встретиться с Гурамом Кутателадзе 21 января 2023 года на турнире UFC 283. Однако Кутателадзе снялся в начале января по неизвестным причинам. Его заменил новичок промоушена Мелькизаэль Коста. Он выиграл бой, проведя удушающий прием на шею во втором раунде.
2 сентября 2023 года Моисес встретился с Бенуа Сен-Дени на турнире UFC Fight Night 226 в Париже. Он проиграл бой техническим нокаутом во втором раунде. Бой также был удостоен бонусной награды «Бой вечера».
Мойзес должен был встретиться с Брэдом Ридделлом 16 марта 2024 года на турнире UFC Fight Night 239. Но 14 февраля 2024 года было объявлено, что Ридделл снялся с боя, и его заменил новичок промоушена Митч Рамирес. Мойзес выиграл бой в начале третьего раунда техническим нокаутом.
На UFC on ESPN 57 8 июня 2024 года Мойзес проиграл Людовиту Кляйну единогласным решением судей. 
Мойзес победил Трея Огдена единогласным решением судей на UFC Fight Night 249 11 января 2025 года.
На UFC Fight Night 256 17 мая 2025 года Мойзес проиграл Джареду Гордону нокаутом в первом раунде.

## Статистика в смешанных единоборствах
| Боёв 28  | Побед 19 | Поражений 9 |
| -------- | -------- | ----------- |
| Нокаутом | 4        | 3           |
| Сдачей   | 8        | 1           |
| Решением | 7        | 5           |

| Результат | Рекорд | Соперник                      | Способ                       | Турнир                                           | Дата             | Раунд | Время | Место                           | Примечание                                                                    |
| --------- | ------ | ----------------------------- | ---------------------------- | ------------------------------------------------ | ---------------- | ----- | ----- | ------------------------------- | ----------------------------------------------------------------------------- |
| Поражение | 19-9   | Джаред Гордон                 | KO (удары)                   | UFC Fight Night: Бёрнс vs. Моралес               | 17 мая 2025      | 1     | 3:37  | Лас-Вегас, Невада, США          |                                                                               |
| Победа    | 19-8   | Трей Огден                    | Единогласное решение         | UFC Fight Night: Дёрн vs. Рибас 2                | 11 января 2025   | 3     | 5:00  | Лас-Вегас, Невада, США          |                                                                               |
| Поражение | 18–8   | Людовитт Кляйн                | Единогласное решение         | UFC on ESPN: Cannonier vs. Imavov                | 8 июня 2024      | 3     | 5:00  | Луисвилл, Кентукки, США         |                                                                               |
| Победа    | 18–7   | Митя Рамирес                  | TKO (удары ногами)           | UFC Fight Night: Tuivasa vs. Tybura              | 16 марта 2024    | 3     | 0:15  | Лас-Вегас, Невада, США          |                                                                               |
| Поражение | 17–7   | Бенуа Сен-Дени                | TKO (удары)                  | UFC Fight Night: Gane vs. Spivac                 | 2 сентября 2023  | 2     | 4:44  | Париж, Франция                  | «Лучший бой вечера» (1)                                                       |
| Победа    | 17–6   | Мелькисаэль Коста             | Сдача (залом челюсти)        | UFC 283                                          | 21 января 2023   | 2     | 4:05  | Рио-де-Жанейро, Бразилия        |                                                                               |
| Победа    | 16–6   | Христос Гиагос                | Сдача (удушение сзади)       | UFC on ESPN: Tsarukyan vs. Gamrot                | 25 июня 2022     | 1     | 3:05  | Лас-Вегас, Невада, США          | «Выступление вечера» (1)                                                      |
| Поражение | 15–6   | Хоэль Альварес                | TKO (удары руками и локтями) | UFC Fight Night: Holloway vs. Rodríguez          | 13 ноября 2021   | 1     | 3:01  | Лас-Вегас, Невада, США          | Бой в промежуточном весе (157,5 фунтов); Альварес не сделал вес               |
| Поражение | 15–5   | Ислам Махачев                 | Сдача (удушение сзади)       | UFC on ESPN: Makhachev vs. Moisés                | 17 июля 2021     | 4     | 2:38  | Лас-Вегас, Невада, США          |                                                                               |
| Победа    | 15–4   | Александр Эрнандес            | Единогласное решение         | UFC Fight Night: Rozenstruik vs. Gane            | 27 февраля 2021  | 3     | 5:00  | Лас-Вегас, Невада, США          |                                                                               |
| Победа    | 14–4   | Кинг Грин                     | Единогласное решение         | UFC Fight Night: Hall vs. Silva                  | 31 октября 2020  | 3     | 5:00  | Лас-Вегас, Невада, США          |                                                                               |
| Победа    | 13–4   | Майкл Джонсон                 | Сдача (залом ахиллеса)       | UFC Fight Night: Smith vs. Teixeira              | 13 мая 2020      | 2     | 0:25  | Джексонвилл, Флорида, США       |                                                                               |
| Поражение | 12–4   | Дамир Исмагулов               | Единогласное решение         | UFC Fight Night: Andrade vs. Zhang               | 31 августа 2019  | 3     | 5:00  | Шэньчжэнь, Китай                |                                                                               |
| Победа    | 12–3   | Курт Холобо                   | Единогласное решение         | UFC 237                                          | 10 мая 2019      | 3     | 5:00  | Рио-де-Жанейро, Бразилия        |                                                                               |
| Поражение | 11–3   | Бенеил Дариюш                 | Единогласное решение         | UFC Fight Night: The Korean Zombie vs. Rodríguez | 10 ноября 2018   | 3     | 5:00  | Денвер, Колорадо, США           |                                                                               |
| Победа    | 11–2   | Глейдсон Кутис                | KO (хэд-кик)                 | Dana White's Contender Series Brazil 3           | 11 августа 2018  | 1     | 4:21  | Лас-Вегас, Невада, США          | Бой в промежуточном весе (160 фунтов); Кутис не сделал вес                    |
| Победа    | 10–2   | Джефф Петерсон                | Сдача (гильотина)            | LFA 41                                           | 1 июня 2018      | 2     | 4:31  | Прайор-Лейк, Миннесота, США     |                                                                               |
| Поражение | 9–2    | Роберт Уэтли                  | Единогласное решение         | LFA 17                                           | 21 июля 2017     | 5     | 5:00  | Шарлотт, Северная Каролина, США | Бой за вакантный титул чемпиона LFA в лёгком весе                             |
| Победа    | 9–1    | Зак Фримен                    | Единогласное решение         | RFA 44                                           | 30 сентября 2016 | 5     | 5:00  | Сент-Чарльз, Миссури, США       | Защитил (2) титул чемпиона RFA лёгком весе                                    |
| Победа    | 8–1    | Джамал Эммерс                 | TKO (удары)                  | RFA 38                                           | 3 июня 2016      | 5     | 2:52  | Коста-Меса, Калифорния, США     | Защитил (1) титул чемпиона RFA лёгком весе                                    |
| Победа    | 7–1    | Дэвид Кастильо                | Сдача (армбар)               | RFA 35                                           | 19 февраля 2016  | 2     | 3:19  | Орем, Юта, США                  | Вернулся в легкий вес. Завоевал вакантный титул чемпиона RFA в легком весе    |
| Победа    | 6–1    | Джавон Райт                   | Сдача (удушение сзади)       | RFA 28                                           | 7 августа 2015   | 2     | 2:10  | Сент-Луис, Миссури, США         |                                                                               |
| Победа    | 5–1    | Джейсон Найт                  | Единогласное решение         | Atlas Fights: Cage Rage 25                       | 30 мая 2015      | 3     | 5:00  | Билокси, Миссисипи, США         | Дебют в полулегком весе. Бой за титул чемпиона Atlas Fights в полулегком весе |
| Победа    | 5–0    | Франсивальдо Тринальдо        | Сдача (армбар)               | Fighten Decagon MMA                              | 11 мая 2014      | 3     | 1:58  | Лондрина, Бразилия              | Бой в лёгком весе                                                             |
| Победа    | 4–0    | Леонардо де Оливейра Гуариццо | Единогласное решение         | Talent MMA Circuit 2                             | 20 июля 2013     | 3     | 5:00  | Индаятуба, Бразилия             |                                                                               |
| Победа    | 3–0    | Хосе Консейсао                | Единогласное решение         | Real Fight 9                                     | 28 июл 2013      | 3     | 5:00  | Сан-Жозе-дус-Кампус, Бразилия   | Бой в лёгком весе                                                             |
| Победа    | 2–0    | Деннис Бентес                 | KO (хэд-кик)                 | Eco Combat 2                                     | 22 сентября 2012 | 1     | 0:23  | Индаятуба, Бразилия             |                                                                               |
| Победа    | 1–0    | Веллингон Диас                | Сдача (армбар)               | CT Fight                                         | 19 мая 2012      | 1     | 2:50  | Индаятуба, Бразилия             |                                                                               |